# Каллиник (Пиппас)
Митрополит Каллиник (греч. Μητροπολίτης Καλλίνικος, в миру Кириа́кос Пи́ппас, греч. Κυριάκος Πίππας; 1936, Мегара, Греция — 21 декабря 2013, Порт-Саид, Египет) — епископ Александрийской православной церкви, старец-митрополит Пелусийский, ипертим и экзарх Первой Августамники и Месемврии.

## Биография
Родился в 1936 году в Мегаре в Аттике, Греция. Окончил Халкинскую богословскую школу.
В 1964 году рукоположён в сан диакона, а затем во пресвитера митрополитом Гревенским Хризостомом (Папаигнатиу).
В 1964—1978 году — проповедник в приграничном городе Гревенской митрополии.
В 1978—1997 году — проповедник в Перистерийской митрополии.
В 1997 году переведён в юрисдикцию Александрийского Патриархата, три года являлся администратором и патриаршим епитропом в Каире, будучи настоятелем Константино-Еленинского храма в Каире.
23 ноября 1999 года решением Священного Синода Александрийской Православной Церкви избран епископом Мареотидским с назначением патриаршим эпитропом в Александрии.
12 декабря 1999 года Папа и Патриарх Александрийский и всея Африки Пётр VII возглавил его архиерейскую хиротонию.
С 22 февраля 2001 года — митрополит Хартумский, ипертим и экзарх и всего Судана.
1 ноября 2006 года решением Священного Синода был единодушно избран митрополитом Пилусийским, ипертим и экзарх Первой Августамники и Месемврии.
22 декабря того же года состоялось его настолование, которое возглавил Папа и Патриарх Феодор II.
В октябре 2008 года госпитализирован в больницу Антальи с симптомами сердечного приступа. На следующий день был выписан.
9 октября 2009 года решением Священного Синода по предложению Патриарха Феодора II за долгое служение Церкви был пожалован титулом старца-митрополита.
1—3 сентября 2011 года в составе делегации Александрийского патриархата в совещании предстоятелей четырёх «древних Патриархатов» и Кипрской церкви на Фанаре.
Скончался 21 декабря 2013 года в городе Порт-Саид. 24 января в кафедральном соборе Преображения Господня в Порт-Саиде митрополит Леонтопольский Гавриил (Равтопулос), местоблюститель Пилусийской митрополии, совершил в сослужении клира митрополии отпевание почившего иерарха.